# Paseo de la Reforma

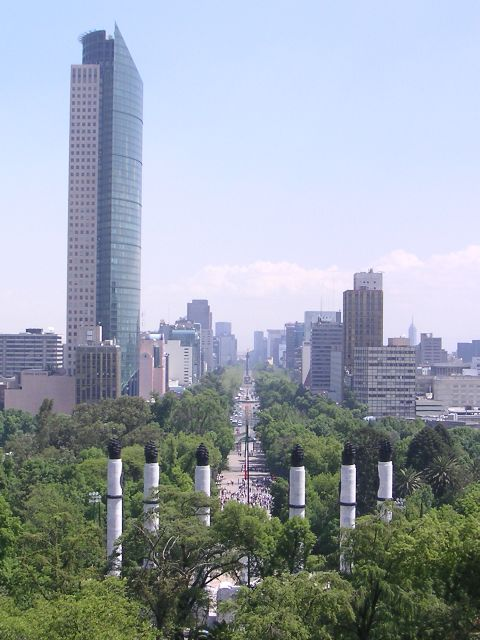
De Paseo gezien vanaf Chapultepec

De Paseo de la Reforma is een straat in Mexico-Stad. De Paseo de la Reforma is 12 kilometer lang en is een van de belangrijkste aders van Mexico-Stad. De straat wordt ook wel de 'Seine van beton' genoemd, een bijnaam die hij te danken heeft aan Octavio Paz.
De straat werd aangelegd in opdracht van keizer Maximiliaan van Mexico en heette oorspronkelijk Keizersavenue. Na het herstel van de republiek (1867) werd de naam veranderd in Paseo de la Reforma, genoemd naar de Reforma, de liberale hervormingen van Benito Juárez.

## Monumenten
Aan de Paseo de la Reforma bevinden zich vele monumenten ter ere van personen uit de geschiedenis van Mexico en van Amerika. Op rotondes en pleinen bevinden zich monumenten ter ere van de Niños Héroes, Cuauhtemoc, Simón Bolívar, Christoffel Columbus, de nationalisatie van de olie-industrie in 1938, de Romeinse godin Diana, Mahatma Gandhi, Josip Broz Tito en Winston Churchill. Het bekendste monument aan de Paseo de la Reforma is de Ángel de la Independencia, de 'Engel van de Onafhankelijkheid'. Onder dit monument, opgericht bij het eeuwfeest van Grito de Dolores in 1910, liggen verschillende Mexicaanse onafhankelijkheidsstrijders begraven.
Aan het ene uiteinde van de Avenue bevindt zich het park van Chapultepec, aan de andere kant bevindt zich het park van Alameda. De Torre Mayor, het hoogste gebouw van Latijns-Amerika, bevindt zich eveneens aan de Paseo de la Reforma.

## Trivia
In de Mexicaanse versie van Monopoly is de Paseo de la Reforma de op een na duurste straat.